# Sommer-Paralympics 2000/Tischtennis
Bei den Sommer-Paralympics 2000 in Sydney wurden in insgesamt 30 Wettbewerben im Tischtennis Medaillen vergeben.

## Klassen
Es wurden elf Klassen beim Tischtennis unterschieden. Die Klassen TT 1 bis TT 5 starteten im Rollstuhl, die Klassen TT 6 bis TT 11 im Stehen.
Im Einzel- und Mannschaftswettbewerb wurden verschiedene Klassen bei den Frauen und Herren zusammengefasst. Es gab acht Wettbewerbe im Einzel bei den Frauen und elf bei den Männern. Im Mannschaftswettbewerb wurden drei Medaillen bei den Frauen und acht Medaillen bei den Männern vergeben. Insgesamt wurden so 30 Medaillen vergeben. Die Klassen wurden wie folgt zusammengefasst:
Frauen
| Einzel                                                                  | Mannschaft                                 |
| - TT 1 - TT 2 - TT 3 - TT 4 - TT 5 - TT 6 - TT 8 - TT 9 - TT 10 - TT 11 | - TT 1 - TT 3 - TT 4 - TT 5 - TT 6 - TT 10 |

Männer
| Einzel                                                                         | Mannschaft                                                             |
| - TT 1 - TT 2 - TT 3 - TT 4 - TT 5 - TT 6 - TT 7 - TT 8 - TT 9 - TT 10 - TT 11 | - TT 1 - TT 2 - TT 3 - TT 4 - TT 5 - TT 6 - TT 7 - TT 8 - TT 9 - TT 10 |

## Medaillengewinner Frauen

### Einzel
TT 1 - TT 2:
| Platz | Land                   | Spieler                 |
| ----- | ---------------------- | ----------------------- |
| 1     | Jordanien              | Maha Al-Bargouti        |
| 2     | Frankreich             | Isabelle Lafaye Marziou |
| 3     | Vereinigtes Königreich | Catherine Mitton        |

TT 3:
| Platz | Land        | Spieler           |
| ----- | ----------- | ----------------- |
| 1     | Slowakei    | Alena Kanova      |
| 2     | Japan       | Satoko Fujiwara   |
| 3     | Deutschland | Monica Bartheidel |

TT 4:
| Platz | Land        | Spieler         |
| ----- | ----------- | --------------- |
| 1     | Deutschland | Christiane Pape |
| 2     | Deutschland | Monika Sikora   |
| 3     | Schweiz     | Alice Rast      |

TT 5:
| Platz | Land                | Spieler          |
| ----- | ------------------- | ---------------- |
| 1     | Volksrepublik China | Chen Wei Hong    |
| 2     | Volksrepublik China | Ren Gui Xiang    |
| 3     | Tschechien          | Jitka Pivarciova |

TT 6 - TT 8:
| Platz | Land                | Spieler            |
| ----- | ------------------- | ------------------ |
| 1     | Volksrepublik China | Zhang Xiaoling     |
| 2     | Frankreich          | Bernadette Darvand |
| 3     | Frankreich          | Martine Thierry    |

TT 9:
| Platz | Land                | Spieler          |
| ----- | ------------------- | ---------------- |
| 1     | Frankreich          | Thu Kamkasomphou |
| 2     | Volksrepublik China | Liu Mei Li       |
| 3     | Volksrepublik China | Luo Fuqun        |

TT 10:
| Platz | Land       | Spieler          |
| ----- | ---------- | ---------------- |
| 1     | Tschechien | Jolana Davidkova |
| 2     | Frankreich | Michelle Sevin   |
| 3     | Japan      | Yasuko Kudo      |

TT 11:
| Platz | Land     | Spieler          |
| ----- | -------- | ---------------- |
| 1     | Hongkong | Lai Wai Ling     |
| 2     | Slowakei | Viera Kasparova  |
| 3     | Ukraine  | Nataliya Ivanova |

### Mannschaft
TT 1 - TT 3:
| Platz | Land        | Spieler                                   |
| ----- | ----------- | ----------------------------------------- |
| 1     | Frankreich  | Isabelle Lafaye Marziou Stephanie Mariage |
| 2     | Deutschland | Monica Bartheidel Beate Schippmann        |
| 3     | Niederlande | Gertrudis Laemers Jolanda Paardekam       |

TT 4 - TT 5:
| Platz | Land                | Spieler                                  |
| ----- | ------------------- | ---------------------------------------- |
| 1     | Volksrepublik China | Chen Wei Hong Ren Gui Xiang              |
| 2     | Deutschland         | Christiane Pape Monika Sikora            |
| 3     | Chinesisch Taipeh   | Wei Mei Hui Liao Min Hsiu Hsiao Shu Chin |

TT 6 - TT 10:
| Platz | Land                | Spieler                                         |
| ----- | ------------------- | ----------------------------------------------- |
| 1     | Volksrepublik China | Luo Fuqun Lu Chunmin Liu Mei Li                 |
| 2     | Tschechien          | Fuqun Luo Chunmin Lu Mei Li Liu                 |
| 3     | Frankreich          | Thu Kamkasomphou Michelle Sevin Martine Thierry |

## Medaillengewinner Männer

### Einzel
TT 1:
| Platz | Land     | Spieler        |
| ----- | -------- | -------------- |
| 1     | Südkorea | Lee Hae Gon    |
| 2     | Finnland | Matti Launonen |
| 3     | Schweiz  | Rolf Zumkehr   |

TT 2:
| Platz | Land       | Spieler         |
| ----- | ---------- | --------------- |
| 1     | Südkorea   | Kim Kyung Mook  |
| 2     | Südkorea   | Kim Kong Yong   |
| 3     | Tschechien | Martin Zvolanek |

TT 3:
| Platz | Land           | Spieler             |
| ----- | -------------- | ------------------- |
| 1     | Frankreich     | Jean-Philippe Robin |
| 2     | BR Jugoslawien | Zlatko Kesler       |
| 3     | Frankreich     | Michel Peeters      |

TT 4:
| Platz | Land       | Spieler         |
| ----- | ---------- | --------------- |
| 1     | Tschechien | Michal Stefanu  |
| 2     | Südkorea   | Um Tae Hyung    |
| 3     | Südkorea   | Choi Kyoung Sik |

TT 5:
| Platz | Land              | Spieler           |
| ----- | ----------------- | ----------------- |
| 1     | Frankreich        | Christophe Durand |
| 2     | Chinesisch Taipeh | Chou Chang Shen   |
| 3     | Spanien           | Manuel Robles     |

TT 6:
| Platz | Land        | Spieler          |
| ----- | ----------- | ---------------- |
| 1     | Schweden    | Johnny Eriksson  |
| 2     | Deutschland | Daniel Arnold    |
| 3     | Schweden    | Mattias Karlsson |

TT 7:
| Platz | Land        | Spieler         |
| ----- | ----------- | --------------- |
| 1     | Deutschland | Jochen Wollmert |
| 2     | Israel      | Zeev Glikman    |
| 3     | Frankreich  | Stéphane Messi  |

TT 8:
| Platz | Land       | Spieler       |
| ----- | ---------- | ------------- |
| 1     | Spanien    | Alvaro Valera |
| 2     | Frankreich | Alain Pichon  |
| 3     | Finnland   | Kimmo Jokinen |

TT 9:
| Platz | Land       | Spieler            |
| ----- | ---------- | ------------------ |
| 1     | Nigeria    | Tajudeen Agunbiade |
| 2     | Österreich | Stanislaw Fraczyk  |
| 3     | Nigeria    | Femi Alabi         |

TT 10:
| Platz | Land       | Spieler           |
| ----- | ---------- | ----------------- |
| 1     | Tschechien | Ivan Karabec      |
| 2     | Spanien    | Jose Manuel Ruiz  |
| 3     | Schweden   | Fredrik Andersson |

TT 11:
| Platz | Land    | Spieler       |
| ----- | ------- | ------------- |
| 1     | Polen   | Piotr Skrobut |
| 2     | Polen   | Tomasz Wojtas |
| 3     | Spanien | Angel Garrido |

### Mannschaft
TT 1 - TT 2:
| Platz | Land       | Spieler                                                                 |
| ----- | ---------- | ----------------------------------------------------------------------- |
| 1     | Südkorea   | Kang Seong Hoon Lee Hae Gon Kim Kong Yong Kim Kyung Mook                |
| 2     | Tschechien | Tomas Pribyl Martin Zvolanek                                            |
| 3     | Frankreich | Marc Sorabella Vincent Boury Erwan Fouillen Jean Patrick d'Ivoley-Boggs |

TT 3:
| Platz | Land                   | Spieler                                          |
| ----- | ---------------------- | ------------------------------------------------ |
| 1     | Frankreich             | Michel Peeters Jean-Philippe Robin Pascal Verger |
| 2     | Vereinigtes Königreich | James Rawson Neil Robinson Stefan Trofan         |
| 3     | Südkorea               | Yang Heung Sik Son Ji Yong Kim Young Soo         |

TT 4:
| Platz | Land       | Spieler                                        |
| ----- | ---------- | ---------------------------------------------- |
| 1     | Frankreich | Bruno Benedetti Emeric Martin Christophe Pinna |
| 2     | Südkorea   | Um Tae Hyung Park Jun Young Choi Kyoung Sik    |
| 3     | Tschechien | Frantisek Glazar Michal Stefanu Lubomir Trcka  |

TT 5:
| Platz | Land              | Spieler                              |
| ----- | ----------------- | ------------------------------------ |
| 1     | Südkorea          | Jung Eun Chang Kim Byoung Young      |
| 2     | Chinesisch Taipeh | Chou Chang Shen Lin Yen Hung         |
| 3     | Schweden          | Jan-Krister Gustavsson Ernst Bolldén |

TT 5 - TT 7:
| Platz | Land               | Spieler                                          |
| ----- | ------------------ | ------------------------------------------------ |
| 1     | Deutschland        | Daniel Arnold Christian Koppelberg Thomas Kurfeß |
| 2     | Frankreich         | Jean Yves Abbadie Stephane Messi                 |
| 3     | Vereinigte Staaten | Norman Bass Joshua Keith Bartel                  |

TT 8:
| Platz | Land        | Spieler                                     |
| ----- | ----------- | ------------------------------------------- |
| 1     | Südkorea    | Kim Kwang Jin Lee Cheon Sik                 |
| 2     | Frankreich  | Alain Pichon Michel Schaller Julien Soyer   |
| 3     | Deutschland | Jochen Wollmert Thomas Schmitt Dirk Hudarin |

TT 9:
| Platz | Land              | Spieler                                               |
| ----- | ----------------- | ----------------------------------------------------- |
| 1     | Nigeria           | Tunde Adisa Tajudeen Agunbiade Femi Alabi             |
| 2     | Slowakei          | Richard Csejtey Ladislav Gaspar                       |
| 3     | Chinesisch Taipeh | Hou Ting Sung Hsu Chih Shan Hu Ming Fu Lin Hsiu Hsien |

TT 10:
| Platz | Land       | Spieler                                                       |
| ----- | ---------- | ------------------------------------------------------------- |
| 1     | Frankreich | Olivier Chateigner Francois Serignat Gilles de la Bourdonnaye |
| 2     | Tschechien | Lubomir Masek Miroslav Cinibulk Pavel Cech                    |
| 3     | Spanien    | Enrique Agudo Jose Manuel Ruiz                                |

## Medaillenspiegel Tischtennis
| Medaillenspiegel Tischtennis | Medaillenspiegel Tischtennis | Medaillenspiegel Tischtennis | Medaillenspiegel Tischtennis | Medaillenspiegel Tischtennis | Medaillenspiegel Tischtennis |
| Platz                        | Land                         | G                            | S                            | B                            | Gesamt                       |
| ---------------------------- | ---------------------------- | ---------------------------- | ---------------------------- | ---------------------------- | ---------------------------- |
| 1                            | Frankreich                   | 7                            | 6                            | 5                            | 18                           |
| 2                            | Südkorea                     | 5                            | 3                            | 2                            | 10                           |
| 3                            | Volksrepublik China          | 4                            | 2                            | 1                            | 7                            |
| 4                            | Deutschland                  | 3                            | 4                            | 2                            | 9                            |
| 5                            | Tschechien                   | 3                            | 3                            | 3                            | 9                            |
| 6                            | Nigeria                      | 2                            | −                            | 1                            | 3                            |
| 7                            | Slowakei                     | 1                            | 2                            | −                            | 3                            |
| 8                            | Spanien                      | 1                            | 1                            | 3                            | 5                            |
| 9                            | Polen                        | 1                            | 1                            | −                            | 2                            |
| 10                           | Schweden                     | 1                            | −                            | 3                            | 4                            |
| 11                           | Hongkong                     | 1                            | −                            | −                            | 1                            |
| 11                           | Jordanien                    | 1                            | −                            | −                            | 1                            |
| 13                           | Chinesisch Taipeh            | −                            | 2                            | 2                            | 4                            |
| 14                           | Finnland                     | −                            | 1                            | 1                            | 2                            |
| 14                           | Japan                        | −                            | 1                            | 1                            | 2                            |
| 14                           | Vereinigtes Königreich       | −                            | 1                            | 1                            | 2                            |
| 17                           | Israel                       | −                            | 1                            | −                            | 1                            |
| 17                           | BR Jugoslawien               | −                            | 1                            | −                            | 1                            |
| 17                           | Österreich                   | −                            | 1                            | −                            | 1                            |
| 20                           | Schweiz                      | −                            | −                            | 2                            | 2                            |
| 21                           | Niederlande                  | −                            | −                            | 1                            | 1                            |
| 21                           | Ukraine                      | −                            | −                            | 1                            | 1                            |
| 21                           | Vereinigte Staaten           | −                            | −                            | 1                            | 1                            |